# Agrotana jacksoni
Agrotana jacksoni är en fjärilsart som beskrevs av George Thomas Bethune-Baker 1911. Agrotana jacksoni ingår i släktet Agrotana och familjen nattflyn. Inga underarter finns listade i Catalogue of Life.